# Lisístrata (pel·lícula)
Lisístrata és una pel·lícula de Francesc Bellmunt, basada en el còmic de Ralf König. L'origen de la història està en l'obra homònima d'Aristòfanes.

## Argument
Atenes està en guerra des de fa més de 30 anys amb Esparta. Lísitrata i Lampito, una d'Atenes i una d'Esparta, estan cansades que els seus marits sempre estiguin al camp de batalla. Elaboren un pla: volen aconseguir que totes les dones d'Atenes es tanquin a l'Acròpoli i que es declarin en vaga de sexe fins que els homes signin la pau. La resta de dones se suma a l'iniciativa, fet que causa grans estralls entre la població masculina. Un transvestit intel·ligent, Hepatitos, que es vol erigir com a líder dels homosexuals, s'adona de la gran oportunitat que té al l'abast de la mà: davant la desesperació sexual dels homes, ell proposa als estaments militars la pràctica forçosa de l'homosexualitat, d'aquesta manera es podrà guanyar la guerra.
Tot i les reticències inicials, el sexe masculí hi accedeix i això comporta que els atenencs i els espartans s'enamorin al camp de batalla. Els dirigents de les dues ciutats es veuen obligats a signar la pau, una guerra amb aquestes condicions no és una guerra. Lisístrata i Lampito han aconseguit el que es proposaven, però no com volien. Quan s'adonen del que ha passat, corren a casa seva a recuperar el seu lloc i a deixar les coses com estaven.

## Repartiment
- Maribel Verdú Lisístrata
- Juan Luis Galiardo: Hepatitos
- Javier Gurruchaga: Ajax
- Cristina Solá: Lampito
- Eduardo Antuña: Harpix
- Antonio Belart: Potax
- Albert Trifol:General Bonus
- Aitor Mazo: General Termos
- Teté Delgado: Mirrina
- Jesús Bonilla: Cinesias
- Gloria Cano: Sabrina
- Marina Gatell: Clementina
- Daniel Casadellà: Tipex
- Juli Fàbregas: Tellus
- Fco. Javier González: Caballista
- Josep Maria Segu: Caballista